# Rudy Monk
Rudolf Ernst „Rudy” Monk Sofia (ur. 26 stycznia 1936 na Curaçao, zm. w sierpniu 2013) – sztangista z Antyli Holenderskich, olimpijczyk.

## Kariera
Trzykrotny olimpijczyk (IO 1960, IO 1964, IO 1968). Podczas igrzysk w Rzymie został niesklasyfikowany w kategorii wagowej do 67,5 kg – nie zaliczył żadnej próby w wyciskaniu. Cztery lata później w Tokio wystąpił w tej samej wadze. Wyciskanie zakończył na 9. miejscu (120 kg), zaś rwanie i podrzut na 18. pozycji (odpowiednio: 100 kg i 130 kg), co łącznie dało Monkowi 17. lokatę (350 kg). Podczas swojego ostatniego olimpijskiego startu osiągnął 16. pozycję w kategorii wagowej do 75 kg (osiągnął wynik 400 kg). W wyciskaniu zajął 11. pozycję (132,5 kg), w rwaniu 13. lokatę (117,5 kg), natomiast w podrzucie 16. miejsce (150 kg).
Na igrzyskach panamerykańskich Monk zdobył 1 medal – w wadze do 67,5 kg został wicemistrzem Igrzysk Panamerykańskich 1963. Podczas igrzysk Ameryki Środkowej i Karaibów stał 6 razy na podium. W 1962 roku zdobył srebro w wadze do 67,5 kg, a w 1966 roku srebro w kategorii do 75 kg. Podczas turnieju w 1970 roku wywalczył 4 medale w wadze do 75 kg, w tym 1 srebrny (w rwaniu) i 3 brązowe (w wyciskaniu, podrzucie i klasyfikacji łącznej).